# 山本健介 (政治学者)
山本 健介（やまもと けんすけ、1990年 - ）は、日本の政治学者。専門は中東地域研究・国際政治学。静岡県立大学国際関係学部講師。2018年3月に京都大学大学院アジア・アフリカ地域研究研究科博士課程修了。学位は博士（地域研究）。博士論文のタイトルは「現代パレスチナの諸聖地をめぐる紛争とエルサレム(クドゥス)問題 : パレスチナ人の権利認識と宗教・社会生活の動態を中心に」。

## 研究
大学院在籍時はユダヤ教・キリスト教・イスラームの祖であるアブラハム（イブラーヒーム）の墓がある聖地ヘブロン／ハリールで主に調査を行ってきた。京都大学に提出した博士論文をもとに『聖地の紛争とエルサレム問題の諸相——イスラエルの占領・併合政策とパレスチナ人』を2020年に出版。本書は「エルサレムにおける聖地の紛争を豊富な現地調査と資料を駆使して、新たな視点からエルサレム問題を読み解こうという意欲に満ちて」いると評価され、2021年2月に国際宗教研究所奨励賞を受賞。

## 略歴
- 1990年 - 誕生。
- 2013年 - 立命館大学国際関係学部卒業。
- 2015年 - 京都大学大学院アジア・アフリカ地域研究研究科リサーチアシスタント。（2016年3月まで）
- 2016年 - 日本学術振興会特別研究員DC。（2018年3月まで）
- 2018年 - 京都大学大学院アジア・アフリカ地域研究研究科五年一貫制博士課程修了。
- 2018年 - 京都大学大学院アジア・アフリカ地域研究研究科特任研究員。（2019年3月まで）
- 2018年 - 国立民族学博物館グローバル現象研究部事務補佐員。（2019年3月まで）
- 2019年 - 日本学術振興会特別研究員PD。（2021年3月まで）
- 2021年 - 静岡県立大学国際関係学部講師（国際関係学研究科附属グローバル・スタディーズ研究センター研究員を兼任）

## 教歴（非常勤講師歴）
- 立命館大学　2018年度後期「イスラーム世界の多様性」
- 福岡県立大学　2020年度前期「イスラム社会論」
- 立命館アジア太平洋大学　2020年度春2Q「政治学入門」「アイデンティティと政治」

## 賞歴
- 2014年 - イスラーム・文明・科学国際シンポジウム優秀発表賞。
- 2014年 - イスラーム倫理・経済・統治に関する日本・マレーシアフォーラム優秀運営賞。
- 2015年 - 中東とアジアにおける社会政治運動の変容と社会経済発展に関する国際ワークショップ優秀運営賞。
- 2021年 - 国際宗教研究所奨励賞。

## 所属学会
- 日本中東学会
- 日本国際政治学会
- 日本イスラム協会
- 日本比較政治学会
- 「宗教と社会」学会
- British Society for Middle Eastern Studies

## 著作

### 単著
- 山本健介著『聖地の紛争とエルサレム問題の諸相——イスラエルの占領・併合政策とパレスチナ人』晃洋書房、2020年。ISBN 978-4-7710-3284-2

### 編纂
- 山本健介編『中東とアジアにおける社会政治運動の変容と社会経済発展』Center for On-Site Education and Research, Integrated Area Studies Unit, Center for the Promotion of Interdisciplinary Education and Research, Kyoto University、2016年。ISBN 978-4-905518-19-8

### 寄稿、分担執筆、等
- 佐藤麻理絵編『中東・アジアにおける市民社会組織』京都大学学際融合教育研究推進センター総合地域研究ユニット臨地教育支援センター、2014年。ISBN 978-4-905518-07-5
- 黒田彩加編『中東・アジアにおける政治・社会的発展と経済的課題』Center for On-Site Education and Research, Integrated Area Studies Unit, Center for the Promotion of Interdisciplinary Education and Research, Kyoto University、2015年。ISBN 978-4-905518-14-3
- 臼杵陽・鈴木啓之編著『パレスチナを知るための60章』明石書店、2016年。ISBN 978-4-7503-4332-7
- 小杉泰・黒田賢治・二ツ山達朗編『大学生・社会人のためのイスラーム講座』ナカニシヤ出版、2018年。ISBN 978-4-7795-1331-2